# Wolf-Preis

Logo der Wolf Foundation

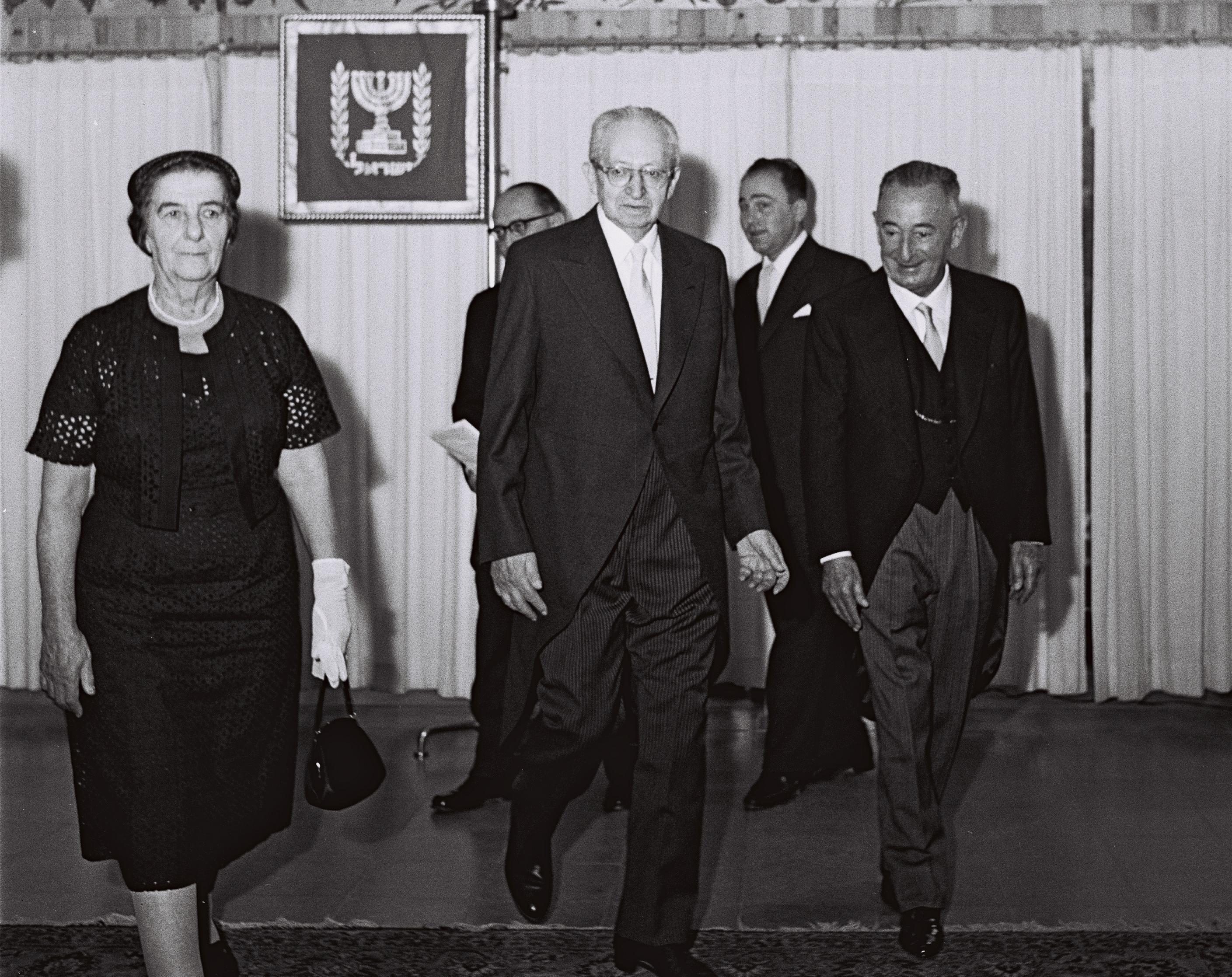
Ricardo Wolf (rechts) 1960 in Jerusalem

Der Wolf-Preis (Wolf Prize) ist ein seit 1978 an Wissenschaftler und Künstler von der in Israel ansässigen Wolf Foundation vergebener Preis. Er wird vergeben für „Verdienste zum Wohle der Menschheit und freundschaftlicher Beziehungen unter den Völkern“.
Der Preis wurde von Ricardo Wolf gestiftet, einem in Deutschland geborenen Erfinder und früheren kubanischen Botschafter in Israel.
Er wird in sechs Disziplinen vergeben und ist mit je 100.000 US-Dollar dotiert. In den Naturwissenschaften zählt er nach dem Nobelpreis und in der Mathematik neben dem Abelpreis und der Fields-Medaille zu den angesehensten Preisen weltweit.

## Preisträger in Agrarwissenschaft
- 1978 George F. Sprague, John C. Walker
- 1979 Jay Lush, Kenneth Blaxter
- 1980 Karl Maramorosch
- 1981 John O. Almquist, Henry A. Lardy, Glenn W. Salisbury
- 1982 Wendell L. Roelofs
- 1983/4 Don Kirkham, Cornellis T. de Witt
- 1984/5 Robert H. Burris
- 1986 Sir Ralph Riley, Ernest R. Sears
- 1987 Theodor O. Diener
- 1988 Charles Thibault, Ernest John Christopher Polge
- 1989 Peter M. Biggs, Michael Elliott
- 1990 Jozef Schell
- 1991 Shang-Fa Yang
- 1992 Nicht vergeben
- 1993 John E. Casida
- 1994/5 Carl B. Huffaker, Perry L. Adkisson
- 1995/6 Morris Schnitzer, Frank J. Stevenson
- 1996/7 Neal L. First
- 1998 Ilan Chet, Baldur R. Stefansson
- 1999 Nicht vergeben
- 2000 Gurdev S. Khush
- 2001 Roger N. Beachy, James E. Womack
- 2002/3 R. Michael Roberts, Fuller W. Bazer
- 2004 Yuan Longping, Steven D. Tanksley
- 2005 Nicht vergeben
- 2006/7 Ronald L. Phillips, Michel A. J. Georges
- 2008 John A. Pickett, James H. Tumlinson, W. Joe Lewis
- 2009 Nicht vergeben
- 2010 David Baulcombe
- 2011 Harris A. Lewin, James R. Cook
- 2012 Nicht vergeben
- 2013 Jared Diamond, Joachim Messing
- 2014 Jorge Dubcovsky, Leif Andersson
- 2015 Linda J. Saif
- 2016 Trudy Mackay
- 2017 Nicht vergeben
- 2018 Gene Robinson
- 2019 David Zilberman
- 2020 Caroline Dean
- 2021 Nicht vergeben
- 2022 Pamela C. Ronald
- 2023 Martinus Th. van Genuchten
- 2024 Joanne Chory, Elliot M. Meyerowitz, Venkatesan Sundaresan
- 2025 Jonathan D. G. Jones, Jeffery L. Dangl, Brian J. Staskawicz

## Preisträger in Chemie
- 1978 Carl Djerassi
- 1979 Hermann F. Mark
- 1980 Henry Eyring
- 1981 Joseph Chatt
- 1982 John C. Polanyi, George C. Pimentel
- 1983/4 Herbert S. Gutowsky, Harden M. McConnell, John S. Waugh
- 1984/5 Rudolph Arthur Marcus
- 1986 Elias James Corey, Albert Eschenmoser
- 1987 Sir David C. Phillips, David M. Blow
- 1988 Joshua Jortner, Raphael David Levine
- 1989 Duilio Arigoni, Alan Battersby
- 1990 Nicht vergeben
- 1991 Richard R. Ernst, Alexander Pines
- 1992 John Anthony Pople
- 1993 Ahmed Zewail
- 1994 Richard A. Lerner, Peter G. Schultz
- 1995 Gilbert Stork, Samuel Danishefsky
- 1996 Nicht vergeben
- 1998 Gerhard Ertl, Gábor A. Somorjai
- 1999 Raymond Lemieux
- 2000 Frank Albert Cotton
- 2001 Henri Kagan, Ryōji Noyori, Barry Sharpless
- 2002/3 Nicht vergeben
- 2004 Harry B. Gray
- 2005 Richard N. Zare
- 2006/7 Ada Yonath, George Feher
- 2008 William Moerner, Allen J. Bard
- 2009 Nicht vergeben
- 2010 Nicht vergeben
- 2011 Stuart A. Rice, Ching W. Tang, Krzysztof Matyjaszewski
- 2012 A. Paul Alivisatos, Charles M. Lieber
- 2013 Robert Langer
- 2014 Chi-Huey Wong
- 2015 Nicht vergeben
- 2016 Kyriacos Costa Nicolaou, Stuart Schreiber
- 2017 Robert G. Bergman
- 2018 Omar Yaghi, Makoto Fujita
- 2019 Stephen L. Buchwald, John F. Hartwig
- 2020 Nicht vergeben
- 2021 Leslie Leiserowitz, Meir Lahav
- 2022 Bonnie Lynn Bassler, Carolyn Bertozzi, Benjamin F. Cravatt
- 2023 Chuan He, Hiroaki Suga, Jeffery Kelly
- 2024 Nicht vergeben
- 2025 Helmut Schwarz

## Preisträger in Mathematik
- 1978: Israel Moissejewitsch Gelfand, Carl Ludwig Siegel
- 1979: Jean Leray, André Weil
- 1980: Henri Cartan, Andrei Nikolajewitsch Kolmogorow
- 1981: Lars Valerian Ahlfors, Oscar Zariski
- 1982: Hassler Whitney, Mark Grigorjewitsch Krein
- 1983/4: Shiing-Shen Chern, Paul Erdős
- 1984/5: Kodaira Kunihiko, Hans Lewy
- 1986: Samuel Eilenberg, Atle Selberg
- 1987: Itō Kiyoshi, Peter Lax
- 1988: Friedrich Hirzebruch, Lars Hörmander
- 1989: Alberto Calderón, John Willard Milnor
- 1990: Ennio De Giorgi, Ilja Pjatetskij-Shapiro
- 1991: Nicht vergeben
- 1992: Lennart Carleson, John Griggs Thompson
- 1993: Michail Leonidowitsch Gromow, Jacques Tits
- 1994/5: Jürgen Moser
- 1995/6: Robert Langlands, Andrew Wiles
- 1996/7: Joseph B. Keller, Jakow Grigorjewitsch Sinai
- 1998: Nicht vergeben
- 1999: László Lovász, Elias Stein
- 2000: Raoul Bott, Jean-Pierre Serre
- 2001: Wladimir Igorewitsch Arnold, Saharon Shelah
- 2002/3: Mikio Satō, John T. Tate
- 2004: Nicht vergeben
- 2005: Grigori Alexandrowitsch Margulis, Sergei Petrowitsch Nowikow
- 2006/7: Stephen Smale, Hillel Furstenberg
- 2008: Pierre Deligne, Phillip Griffiths, David Bryant Mumford
- 2009: Nicht vergeben
- 2010: Shing-Tung Yau, Dennis Sullivan
- 2011: Nicht vergeben
- 2012: Michael Aschbacher, Luis Caffarelli
- 2013: George Mostow, Michael Artin
- 2014: Peter Sarnak
- 2015: James G. Arthur
- 2016: Nicht vergeben
- 2017: Charles Fefferman, Richard Schoen
- 2018: Alexander Beilinson, Vladimir Drinfeld
- 2019: Jean-François Le Gall, Gregory F. Lawler
- 2020: Simon Donaldson, Jakow Matwejewitsch Eliaschberg
- 2021: Nicht vergeben
- 2022: George Lusztig
- 2023: Ingrid Daubechies
- 2024: Noga Alon, Adi Shamir
- 2025: Nicht vergeben

## Preisträger in Medizin
- 1978 George Davis Snell, Jean Dausset, Jon van Rood
- 1979 Roger Sperry, Arvid Carlsson, Oleh Hornykiewicz
- 1980 César Milstein, Leo Sachs, Sir James L. Gowans
- 1981 Barbara McClintock, Stanley Norman Cohen
- 1982 Jean-Pierre Changeux, Solomon H. Snyder, James Whyte Black
- 1983/4 Nicht vergeben
- 1984/5 Donald F. Steiner
- 1986 Osamu Hayaishi
- 1987 Pedro Cuatrecasas, Meir Wilchek
- 1988 Henri-Géry Hers, Elizabeth F. Neufeld
- 1989 John Gurdon, Edward B. Lewis
- 1990 Maclyn McCarty
- 1991 Seymour Benzer
- 1992 Judah Folkman
- 1993 Nicht vergeben
- 1994/5 Michael Berridge, Yasutomi Nishizuka
- 1995/6 Stanley Prusiner
- 1996/7 Mary Frances Lyon
- 1998 Michael Sela, Ruth Arnon
- 1999 Eric Kandel
- 2000 Nicht vergeben
- 2001 Avram Hershko, Alexander Varshavsky
- 2002/3 Ralph L. Brinster, Mario Capecchi, Oliver Smithies
- 2004 Robert Allan Weinberg, Roger Tsien
- 2005 Tony Hunter, Anthony Pawson, Alexander Levitzki
- 2006/7 Nicht vergeben
- 2008 Howard Cedar, Aharon Razin
- 2009 Nicht vergeben
- 2010 Axel Ullrich
- 2011 Shin’ya Yamanaka, Rudolf Jaenisch
- 2012 Ronald M. Evans
- 2013 Nicht vergeben
- 2014 Nahum Sonenberg, Gary Ruvkun, Victor Ambros
- 2015 John W. Kappler, Philippa Marrack, Jeffrey Ravetch
- 2016 C. Ronald Kahn, Lewis C. Cantley
- 2017 James P. Allison
- 2018 Nicht vergeben
- 2019 Jeffrey M. Friedman
- 2020 Emmanuelle Charpentier, Jennifer A. Doudna
- 2021 Joan A. Steitz, Lynne E. Maquat, Adrian R. Krainer
- 2022 Nicht vergeben
- 2023 Daniel J. Drucker
- 2024 Botond Roska, José-Alain Sahel
- 2025 Pamela J. Bjorkman

## Preisträger in Physik
- 1978 Chien-Shiung Wu
- 1979 George Eugene Uhlenbeck, Giuseppe Occhialini
- 1980 Michael E. Fisher, Leo Kadanoff, Kenneth Wilson
- 1981 Freeman J. Dyson, Gerard ’t Hooft, Victor Weisskopf
- 1982 Leon Max Lederman, Martin Lewis Perl
- 1983/4 Erwin Hahn, Sir Peter B. Hirsch, Theodore Maiman
- 1984/5 Conyers Herring, Philippe Nozières
- 1986 Mitchell Feigenbaum, Albert J. Libchaber
- 1987 Herbert Friedman, Bruno Rossi, Riccardo Giacconi
- 1988 Roger Penrose, Stephen Hawking
- 1989 Nicht vergeben
- 1990 Pierre-Gilles de Gennes, David J. Thouless
- 1991 Maurice Goldhaber, Valentine Telegdi
- 1992 Joseph Hooton Taylor, Jr.
- 1993 Benoît Mandelbrot
- 1994/5 Witali Lasarewitsch Ginsburg, Yōichirō Nambu
- 1995/6 Nicht vergeben
- 1996/7 John Archibald Wheeler
- 1998 Yakir Aharonov, Sir Michael Berry
- 1999 Dan Shechtman
- 2000 Raymond Davis junior, Masatoshi Koshiba
- 2001 Nicht vergeben
- 2002/3 Bertrand Halperin, Anthony James Leggett
- 2004 Robert Brout, François Englert, Peter Higgs
- 2005 Daniel Kleppner
- 2006/7 Albert Fert, Peter Grünberg
- 2008 Nicht vergeben
- 2009 Nicht vergeben
- 2010 John Clauser, Alain Aspect, Anton Zeilinger
- 2011 Maximilian Haider, Harald Rose, Knut Urban
- 2012 Jacob Bekenstein
- 2013 Peter Zoller, Juan Ignacio Cirac Sasturain
- 2014 Nicht vergeben
- 2015 James D. Bjorken, Robert Kirshner
- 2016 Yoseph Imry
- 2017 Michel Mayor, Didier Queloz
- 2018 Charles H. Bennett, Gilles Brassard
- 2019 Nicht vergeben
- 2020 Rafi Bistritzer, Pablo Jarillo-Herrero, Allan H. MacDonald
- 2021 Giorgio Parisi
- 2022 Anne L’Huillier, Paul Corkum, Ferenc Krausz
- 2023 Nicht vergeben
- 2024 Martin Rees
- 2025 James P. Eisenstein, Mordehai Heiblum, Jainendra K. Jain

## Preisträger in Kunst
Der Wolf-Preis in der Kunst wird jedes Jahr abwechselnd in den Kategorien Malerei, Musik, Architektur und Bildhauerei vergeben. 